# Dominique Wilkins
Jacques Dominique Wilkins (* 12. Januar 1960 in Paris als amerikanischer Staatsbürger) ist ein ehemaliger US-amerikanischer Basketballspieler. Er war von 1982 bis 1999 in der NBA aktiv und ist einer der erfolgreichsten Punktesammler in der Geschichte der Liga. 1995 erregte sein Wechsel zum griechischen Topclub Panathinaikos Athen weltweites Aufsehen.
Mit seinem Repertoire spektakulärer Dunks gehörte Wilkins zu den aufsehenerregendsten Spielern seiner Zeit. Aufgrund seiner Spielweise erhielt er den Spitznamen „Human Highlight Film“. 2006 wurde er in die Naismith Memorial Basketball Hall of Fame in Springfield aufgenommen.

## Karriere
1982 wurde Wilkins von den Utah Jazz an dritter Stelle im Draft gewählt, jedoch direkt im Anschluss in einem Trade zu den Atlanta Hawks geschickt, wo er zwölf Jahre lang der Publikumsliebling war und 1986 mit einem Schnitt von 30,3 Punkten pro Spiel Scoring Leader der NBA wurde. Trotz seiner individuellen Erfolge, konnte Wilkins mit den Hawks nie das Conference-Finale erreichen. Er verließ die Hawks als erfolgreichster Punktesammler der Vereinsgeschichte. Im Schnitt erzielte er 26,4 Punkte für die Hawks.
Nachdem er von den Hawks zu den Los Angeles Clippers transferiert wurde, baute er leistungsmäßig langsam ab. Dennoch war er im hohen Alter der Topscorer der Boston Celtics und San Antonio Spurs. Mit beiden Mannschaften erreichte er aber nicht die Playoffs. 1995 wechselte Wilkins nach Griechenland zu Panathinaikos Athen. Er unterschrieb dort einen Zweijahresvertrag über 7 Millionen Dollar. Er war damit der am besten bezahlte Spieler außerhalb der NBA. Er trug mit seinen Leistungen bei Panathinaikos wesentlich zum Gewinn des Europapokals der Landesmeister 1996 bei. Im Halbfinale gegen CSKA Moskau erzielte Wilkins 35 Punkte, während er im Finale gegen den FC Barcelona 16 Punkte machte und 10 Rebounds sammelte. Folglich wurde er zum MVP des Final Four in Paris gewählt. Bereits vorher konnte er mit den Athenern den griechischen Basketballpokal gewinnen. Im Finale von Patras, welches mit 85-74 gegen Iraklis Thessaloniki gewonnen werden konnte, erzielte Wilkins 25 Punkte.
Nach Ende der Saison kehrte Wilkins in die NBA zurück. Nach einem Gastspiel in der italienischen Liga wechselte er 1998 erneut in die NBA, wo er bei den Orlando Magic nach nur wenigen Spielen aus der Rotation fiel und seine Karriere kurz danach beendete.
Er gehört mit einer Gesamtpunktzahl von 26.668 Punkten (24,8 Punkte im Schnitt) zum elitären Kreis von 22 Spielern, die in ihrer Karriere mehr als 25.000 Punkte erzielten. Aktuell belegt er in der ewigen NBA-Punkteliste den 16. Platz (Stand: Mai 2021). Legendär sind seine Dunk-Contest-Duelle mit Michael Jordan Ende der 80er. Sein größter Erfolg hierbei war wohl der Gewinn des Contests im Jahre 1985 gegen den NBA-Neuling Jordan, woraufhin dieser den Wettbewerb zwei Jahre später gewann. Wilkins gewann den Dunk-Contest ein zweites Mal 1990.
Nach dem Ende seiner Karriere arbeitete Wilkins in verschiedenen Positionen bei den Atlanta Hawks, darunter auch als Vizepräsident. Ebenso kommentierte er Spiele der Hawks.

## Erfolge
- Weltmeister: 1994
- Europapokal der Landesmeister: 1996
- Griechischer Pokalsieger: 1996

## Auszeichnungen
NBA
- 9× NBA All-Star: 1986, 1987, 1988, 1989, 1990, 1991, 1992, 1993, 1994
- 7× All-NBA Team
  - 1× All-NBA First Team: 1986
  - 4× All-NBA Second Team: 1987, 1988, 1991, 1993
  - 2× All-NBA Third Team: 1989, 1994
- NBA Scoring Champion: 1985-86 (30,3 Punkte pro Spiel)
- NBA All-Rookie First Team: 1983
- 2× NBA All-Star Slam Dunk Champion: 1985, 1990
- 2× NBA All-Star Weekend Shooting Stars Competition Champion: 2013, 2014
- Trikotnummer 21 wird von den Atlanta Hawks nicht mehr vergeben
- NBA 75th Anniversary Team

Sonstige
- MVP des Euroleague Final Four 1996
- MVP des griechischen Pokalfinalspiels 1996
- Aufnahme in die Naismith Memorial Basketball Hall of Fame (2006)[3]